# Путо (Шанхай)
Путо́ (кит. упр. 普陀, пиньинь Pǔtuó) — район городского подчинения города центрального подчинения Шанхай (КНР). Расположен к северо-западу от городского центра.
По территории района протекает река Сучжоухэ.

## История
В 1945 году на этой территории был образован 13-й административный район. В 1947 году он был переименован в район Путо.

## Административно-территориальное деление
Район Путо делится на 6 уличных комитетов и 3 посёлка.

## Достопримечательности
- Юйфочаньсы
- Чжэньжусы
- Парк Чанфэн